# Мемед Абашідзе
Мемед Абашідзе (груз. მემედ აბაშიძე; 18 січня 1873 — 1937) — грузинський політичний діяч, письменник і меценат. Видатний лідер спільноти грузинів-мусульман, він був активним прихильником прогрузинської орієнтації в Аджарії і одним з архітекторів автономії регіону у складі Грузії. Жертва сталінських репресій.

## Біографія
Мемед Абашідзе належав до впливового мусульманського грузинського дворянського роду Абашідзе, правителів Аджарії в Османській імперії. Після того, як Аджарія увійшла до складу Російської імперії в 1878 році, грузинська інтелігенція розпочала кампанію, спрямовану на включення місцевої спільноти мусульман Грузії в грузинське суспільство. Батько Мемеда, князь Ібрагім Абашідзе, був стронником цього руху і допоміг відкрити грузинську школу в Батумі в 1883 році. Народжений в Батумі, під час турецького правління, Мехмед навчався у цій школі. У той же час він отримував традиційну освіту вдома. Вільно володів кількома мовами, він почав переклади з арабських, перських та турецький робіт на грузинську мову і написав перший підручник грузинського арабською мовою і перший турецький переклад відомої середньовічної грузинської епічної поеми «Витязь в тигровій шкурі» Шота Руставелі (рукопис цього перекладу було втрачено в 1930-х). Крім того п'єси Абашидзе ставилися в недавно відкритому Батумському драматичному театрі.
Під час російської революції 1905 року він став брати участь в політичному житті Грузії. Його брат, Аслан Абашідзе, був командиром одного з революційних загонів. З 1904 по 1908 року він був членом Соціалістичної партії федералістів Грузії і виступав за прогрузинську орієнтації серед мусульман Аджарії.
У 1908 році російські гоніння змусили його бігти в Османську імперію, де він був заарештований. Повторно, в Аджарії, в 1913 році він був поміщений у в'язницю в царській поліції і в кінцевому підсумку засланий у Сибір. Маючи заборону на повернення в Батумі, він залишився в Тбілісі після його звільнення і керував Комітетом грузинських мусульман в районі Батумі. Лютнева революція 1917 року в Росії, дозволила йому повернутися в рідну Аджарію, де його Комітет швидко перетворився на опозиційний до відродженню пантюркисткому руху та спробував об'єднати грузин, християн і мусульман.
У листопаді 1917 року він був обраний Національну рада Грузії. Під час турецької окупації Батумі в 1918 році він залишився в регіоні і був заарештований за критику влади Туреччини. Він втік з в'язниці Трапезунда пізніше в цьому році і вітав проголошення незалежної Демократичної Республіки Грузії у травні 1918 року. Коли англійці встановили контроль над Батумі від османів у грудні 1918. Рух змусив британську військову адміністрацію організувати місцеві парламентські вибори 31 серпня 1919 року. Абашидзе став Головою новообраного Меджлісу (Національні збори), який повинен був незабаром стати ареною спекотної боротьби між прогрузинськими і турецько-орієнтованними угрупованням. Абашідзе знову почав проводити кампанії, що вимагають включення Аджарії в Грузію з автономним статусом, критикуючи спроби союзників перетворити Батумі у вільний порт. Після евакуації британців, грузинська армія вступила в Батумі 8 липня 1920 року, однак питання про автономію Аджарії як і раніше залишається відкритим. Коли Червона армія окупувала Грузію в лютому-березні 1921 року, Абашідзе пішов у відставку зі свого поста в Меджліс і вибрав політику примирення з більшевицьким режимом. Він став членом революційного комітету Батумі району та взяв участь у підготовці проекту першої Конституції Аджарська АРСР. Хоча радянська влада була раніше підозріла до Абашідзе, він як і раніше добре лікувався і отримував пенсію, за що, мабуть, треба сказати спасибі його колишнім зв'язкам з Йосипом Сталіним, який працював в Батумі на початку XX століття. У 1935 році він став головою Аджарської секції Спілки письменників Грузії. В ході Великої чистки однак, він був заарештований за сфабрикованим звинуваченням у державній зраді і страчений в тому ж році. Члени його сім'ї також були репресовані. Абашідзе був реабілітований лише в 1957 році.
1. 1 2  საქართველოს ბიოგრაფიული ლექსიკონი — 2001.